# Official Records of the War of the Rebellion
Les Official Records of the War of the Rebellion, ou plus simplement dénommés Official Records ou bien abrégés en Ors, constituent la plus importante collection de sources primaires concernant la guerre de Sécession. Ils comprennent une sélection de documents de première main, ordres, rapports, cartes, diagrammes et correspondances tirés des archives du ministère de la Guerre américain (United States Department of War) et du ministère de la Marine (United States Department of the Navy) du côté fédéral comme du côté confédéré.

## Armées nordistes et sudistes
La collecte des documents a commencé en 1864; aucune attention particulière n'a été portée aux documents sudistes jusqu'à la chute de Richmond en 1865. À ce moment, Henry W. Halleck, chef d'état-major des Armées nordistes (Union Army Chief of Staff), avec l'aide du général sudiste Samuel Cooper, initia la collecte et la préservation des archives sudistes.
En 1866, une résolution conjointe des deux chambres du Congrès américain autorise la compilation et la publication des documents sous les auspices du « War Department ». Dix-huit secrétaires à la Guerre successifs seront concernés par cette tâche. En 1877, le capitaine Robert N. Scott est appointé par le ministre en tant que directeur du Publications Office, War Records (son nom apparaît dans chaque volume en tant que préparateur avec son grade de lieutenant-colonel breveté du 3e d'artillerie US.
Le titre primitif de la compilation était The Official Records of the War of the Rebellion et fut par la suite renommé The War of the Rebellion: a Compilation of the Official Records of the Union and Confederate Armies, sur qui amènera quelques chicaneries sur la manière de nommer cette période de l'histoire des États-Unis.
À son achèvement, la compilation offre un total de 138 579 pages, avec 1 006 cartes et diagrammes, en 128 volumes; elle offre 70 volumes regroupés en quatre séries, publiés entre 1881 et 1901.
Chacune des quatre séries de la compilation est divisée en « volumes » numérotés depuis le premier en chiffres romains. Dans les séries II, III et IV, chaque volume a un seul tome. Pour la série I, en revanche, cela s'est avéré impraticable. Aussi, à partir du volume X, ils sont publiés en plusieurs tomes, désignés en chiffres arabes. À partir du volume XXIV, cette numérotation apparaît sur la tranche de chaque tome; mais elle n'apparaît pas sur la page de garde, ce qui fait qu'elle n'est pas toujours reprise dans les références que les auteurs font à cette compilation.
Série I — Military Operations
Rapports officiels, nordistes comme sudistes, issus pour ces derniers des premières récupérations fédérales dans les États du Sud, et de toutes les opérations militaires sur le terrain, avec la correspondance, les ordres et états des effectifs concernés (Serial Nos. 1-111).
Série II — Prisoners
Correspondance, ordres, rapports, et états des effectifs, nordistes et sudistes, concernant les prisonniers de guerre et, pour autant que les Autorités militaires aient été concernées, aux prisonniers politiques (Serial Nos. 114-121).
Série III — Union Authorities
Correspondance, ordres, rapports, et états des effectifs nordistes (y compris correspondance avec leurs adversaires) ne correspondant pas aux séries I et II.
Elle comprend aussi le rapport annuel et les rapports spéciaux du Secretary of War, du General-in-Chief, et des commandants des chefs d'État-Major des différents Corps et Départements.
Elle comprend enfin états des effectifs et la correspondance entre les États et les Autorités fédérales (Serial Nos. 122-126).
Série IV — Confederate Authorities
Correspondance, ordres, rapports, et états des effectifs sudistes, équivalent à ce que la série III offre pour le côté nordiste, à l'exception de la correspondance échangée entre les autorités nordistes et sudistes rangée dans cette même série III (Serial Nos. 127-129).
Le Serial No. 130, publié en 1901, donne un index conséquent avec différents compléments et corrections.
Un volume associé, Atlas to Accompany the Official Records of the Union and Confederate Armies, a été publié en 1895. Il comprend 175 cartes concernant les opérations militaires, 26 autres sur les zones d'opérations ainsi que quelques dessins concernant des armes, des uniformes, insignes et drapeaux.
En 1966, les Archives nationales US commencent la publication d'un groupe de cinq volumes donnant ce qui est présenté comme un index de meilleure qualité des ORs : Military Operations of the Civil War: A Guide Index to the Official Records of the Union and Confederate Armies, 1861-1865, publié sous forme de microfilm M1026. L'introduction de ce guide-index offre quelques règles pour guider le lecteur :

« Les documents imprimés dans les Official Records, Armies, furent pour la plupart composés par les typographes du ministère de la Guerre à partir des originaux. Ces imprimeurs avaient des compétences avérées, liées à la longue tradition de leur métier, dans la composition des manuscrits et la correction des erreurs. Ils n'avaient peut-être pas la formation académique spécifique  nécessaire à la reproduction et à l'impression de documents historiques, mais ils étaient conscients des particularités de ce type de travail et ils en vinrent à bout grâce à leurs règles de métier, à une longue expérience et à beaucoup de bon sens. Une bonne partie des contenus réunis avait déjà été reproduits en tant que "preliminary prints" (impressions préliminaires) avant que le projet ne soit doté d'une véritable direction éditoriale. Le volume du matériau éditorial ne permit cependant pas aux éditeurs responsables de la publication finale de réviser de manière minutieuse le travail de composition. Des erreurs furent évidemment commises pendant la phase de composition qui ne furent pas identifiées ou corrigées dans les errata. Il s'agit généralement d'erreurs de composition qui tiennent à l'inattention, à la difficulté à déchiffrer les originaux, à l'ignorance des noms propres, et ainsi de suite. Les documents ayant été à nouveau reproduits par le Government Printing Office (Imprimerie nationale) à partir des impressions préliminaires, il est incroyable que ces erreurs ne soient pas plus nombreuses.
Il faut également envisager la possibilité que le texte de certains originaux ait été altéré, particulièrement quand le sujet s'y prête. Mais ces altérations devraient être limitées, car les éditeurs étaient bien trop occupés par ailleurs à organiser le matériel éditorial des volumes à paraître. L'existence et le volume des appendices qui regroupent les documents n'ayant pu trouver leur place au bon endroit, ainsi que la taille des cinq volumes supplémentaires, peuvent donner une idée des exigences et de l'ampleur de la tâche, ainsi que du défaut d'attention qu'elles généraient.
Le fait est que quiconque se trouve à utiliser les compilations des Official Records doit être plus attentif aux erreurs éditoriales qu'aux fautes de transcription. Certaines erreurs éditoriales sont sans conséquences, mais d'autres sont énormes et, finalement, elles sont très nombreuses. La révision éditoriale n'avait pas la rigueur qu'on peut attendre d'une publication scientifique ou académique. Elle était empirique et relativement dépourvue d'esprit critique. »

L'énorme quantité de documents, la longue durée passée à les collecter et les publier, associée au processus continuel de correction apporté par des vétérans du conflit, vétérans des deux camps, font que cette publication historique peut être comptée au nombre de celles ayant bénéficié de la plus intense des opérations d'évaluation par les pairs. Il a cependant été fait remarquer que des modifications apportées par des témoins mais des années après les faits concernés pouvaient entraîner une baisse de qualité des documents, avec le risque de chercher à valoriser une action personnelle ou minimiser l'action d'autres acteurs.
De 1995 à 1999, 100 volumes supplémentaires seront publiés par la Broadfoot Publishing Company (de Wilmington, en Caroline du Nord) sous le nom de Supplement to the Official Records Of the Union and Confederate Armies, mettant ainsi à disposition des rapports et correspondances inédits.

## Marines sudiste et nordiste
La plupart des archives du département de la Marine confédéré est partie en fumée lors de l'incendie de Richmond. Les archives nordistes ont été conservées mais ce n'est qu'en 1884 qu'elles commencent à être exploitées par James R. Soley, bibliothécaire, et par la suite Assistant Secretary of the Navy (adjoint du ministre concerné).
Dans le but de remplacer les rapports disparus, de nombreux témoignages personnels furent sollicités, permettant souvent la découverte chez les personnes contactées, de copies des documents disparus.
Le titre officiel de cette publication est : Official Records of the Union and Confederate Navies in the War of the Rebellion.
Série I
Documents concernant l'ensemble des opérations navales, y compris les opérations fluviales.
Série II
Documents concernant les statistiques, l'état des forces au déclenchement du conflit, la description des prises et matériels capturés, ainsi que ceux concernant les prisonniers de guerre.
Une troisième série, après avoir été envisagée, ne fut pas jugée nécessaire. Le dernier volume de la série II fut publié en 1922. Le Navy Department (ministère de la Marine) n'a jamais publié d'index utilisable pour ces volumes.

## Autres sources primaires sur cette période
Si les Official Records sont probablement la source primaire la plus utilisée pour les recherches sur ce conflit, il existe d'autres publications d'époque qui offrent des points de vue bien sourcés et non limités aux types de sources compilés par l'Administration US.
Southern Historical Society Papers
52 volumes publiés de 1869 aux années 1950, comprenant des souvenirs et des analyses militaires de la part de vétérans sudistes du conflit.
Battles and Leaders of the Civil War
Il s'agit d'une série d'articles initialement publiés entre 1884 et 1887 dans The Century Magazine. Ils ont été regroupés dans un ensemble de quatre volumes. Dans les années 1990, deux volumes supplémentaires furent ajoutés.
Ces livres offrent des relations des combats par des officiers commandant sur le terrain, tant nordistes que sudistes, et de tous grades (de Ulysses S. Grant à des commandants de compagnie). Les récits sont généralement de première main et rédigés par l'officier qui commandait lors de l'épisode relaté.

## Sources
- (en) Cet article est partiellement ou en totalité issu de l’article de Wikipédia en anglais intitulé « Official Records of the American Civil War » (voir la liste des auteurs).

- Aimone, Alan C., et Aimone, Barbara A., A User's Guide to the Official Records of the American Civil War, White Mane Publishing Company, 1992,  (ISBN 0-942597-38-9).

- Hewett, Janet B., "Updating the Documentary History of the U.S. Civil War", Journal of Government Information, vol. 26, n°1, 1999.

- Sauers, Richard A., "The War of the Rebellion (Official Records)", Encyclopedia of the American Civil War: A Political, Social, and Military History, Heidler, David S., and Heidler, Jeanne T., eds., W. W. Norton & Company, 2000,  (ISBN 0-393-04758-X).

- U.S. National Archives, Military Operations of the Civil War: A Guide Index to the Official Records of the Union and Confederate Armies, 1861-1865, National Archives microfilm publication M1026, 1966-1980.